# 神舟
神舟（しんしゅう、拼音: Shénzhōu シェンチョウ）は、中華人民共和国が打ち上げた有人宇宙船。「神舟」は「神州 Shénzhōu」（中国の美称の1つ）と同じ音である。2003年に打ち上げられた神舟5号によって同国初の有人軌道飛行に成功した。有人宇宙飛行に自力で成功したのは世界でもソビエト連邦、アメリカ合衆国に次ぐ3番目で、42年ぶりとなった。

## 機体
ロシアのソユーズ宇宙船を基本としている為、構造は非常に似ているがソユーズより全長が長く大型化が図られており、居住スペースも広くなっている。3つのモジュールから構成され、小型の太陽電池パドルを備えた軌道モジュール、半楕円状の帰還モジュール、大きな太陽電池パドルを持った推進モジュールがある。地球に帰還するのは真ん中の帰還モジュールのみで、推進モジュールは使い捨てだが、中国固有の設計思想で作られた軌道モジュールは捨てずに周回衛星とすることができるほか、次回の有人打ち上げの際に宇宙空間で回収、ドッキングできるように設計されている。これにより、軌道モジュールを使用した長期の無人宇宙実験ができ、また宇宙ステーション建設の際の技術習得に繋がったと考えられている。
帰還の方式もソユーズ宇宙船とほとんど同じである。逆噴射を行った後、帰還モジュールを分離して再突入する。突入時のGは4-5G、高度10kmでパイロットシュートを展開し、続いてドローグシュートを展開した後、高度8kmで主パラシュート1枚を展開(非常時は予備シュートを展開するが、これもソユーズ宇宙船と全く同様)、高度6,000mで280kgのヒートシールドを投棄、投棄20秒後に座席のシート高を上げて着地時の衝撃に備える。高度1mで4基の固体ロケットを噴射して衝撃を緩和させる
。

## 神舟計画の経緯

### 背景

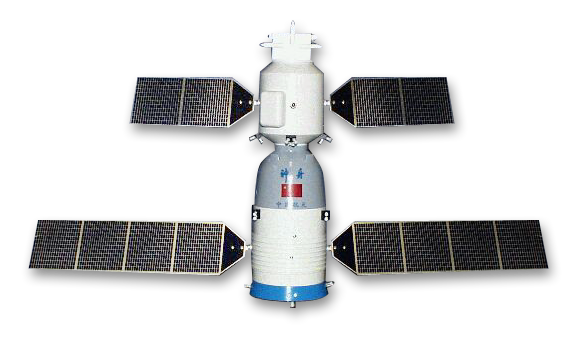
1:40 模型「神舟1号」

中国は米ソの宇宙開発時代初期にソ連の援助で独自の宇宙開発計画を推進しようとしたが、1960年代に両国の関係が悪化したため（中ソ対立）、ソ連からの技術供与が中断した。このため同国は自力でロケットなどの開発を進めた結果、1970年4月24日、ソ連（現ロシア）・アメリカ・フランス・日本に次いで世界で5番目に長征1号ロケットで人工衛星「東方紅1号」の打ち上げに成功した。また、1975年11月26日には帰還式人工衛星の大気圏再突入に成功している。
1986年から宇宙計画の大綱といえる「863計画」の中では有人宇宙飛行に初めて触れ、宇宙船の検討を行ってきた。アメリカ航空宇宙局 (NASA) が未来の宇宙機関として宣伝してきたスペースシャトルの様に、有翼式の再使用型宇宙往還機を推す声がほとんどであった中、技術者たちは使い捨てのソユーズ方式を選んだ。スペースシャトルのような宇宙往還機は非常に複雑な技術であり、当時の中国における技術水準では不可能だとして、堅実な方法を選んだのである。
1992年4月に「神舟」計画（プロジェクト921）を発表する。この命名は、江沢民党総書記（当時）によるものであるといわれる。
1993年6月には、宇宙事業制作を統括する中国国家航天局（中国航天）、ロケット・人工衛星の国営企業、中国航空航天総公司を設立して高性能ロケットの開発に集中。
1995年3月にロシア連邦と有人衛星技術供与協定を成立させ、ソ連の崩壊後、外貨獲得のためにロシアが提供してきたソユーズ宇宙船の技術を研究し、独自の宇宙船の開発を行ってきた。また、モスクワでの宇宙飛行士の訓練を受けて打ち上げを目指してきた。2011年11月のThe voice of Russiaの報道によれば、ロシア機械技術研究大学の技術輸出部の部長と3人の職員がロシアの秘密技術を中国に違法に売った罪で2005年に5-20年の禁固刑を宣告されたということであり、ソユーズ宇宙船の技術が中国で使われている理由の一端が窺える。
1998年5月2日に改良型ロケット試験機「長征2号丙」の打ち上げに成功（長征2Fとなる）。
中国はアメリカにより国際宇宙ステーション (ISS) への参加を認められていないため、独自の宇宙ステーションを建設している（中国宇宙ステーション）。

## 各号の概要

### 神舟1号
神舟1号は、1999年11月20日、甘粛省・内モンゴル自治区の境の酒泉衛星発射センターから長征2F型ロケットによって打ち上げられた。地球周回軌道を21時間飛行した後、帰還カプセルが内モンゴル自治区に着陸した。

### 神舟2号

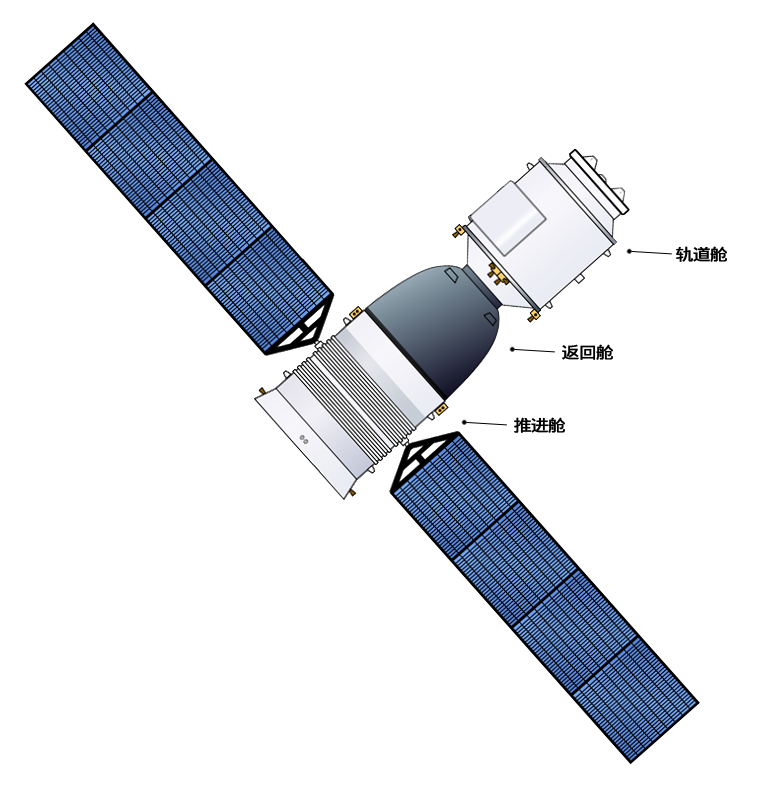
神舟8号以降の神舟号宇宙船の設計、ドッキングポートのデザインがある。

神舟2号は、2001年1月10日に打ち上げられた。サル、イヌ、ウサギ、カタツムリなどの動物を乗せており、生命維持装置の実験を行った。軌道変更用エンジンを3度使用して軌道変更実験を行い、3月16日に帰還カプセルの回収に成功した。軌道上に残ったモジュールもその後半年にわたって運用を続け、搭載した実験装置による宇宙実験を実施した。

### 神舟3号
神舟3号は、2002年3月25日に打ち上げられた。宇宙飛行士のダミー人形を乗せ、船内環境の計測と、独自開発した宇宙服の動作テストを実施。地球周回軌道を108周した後、4月1日に帰還カプセルの回収に成功した。

### 神舟4号
神舟4号は、2002年12月30日に打ち上げられた。有人打ち上げに向けた最終リハーサルを行い、打ち上げ数時間前まで飛行士が搭乗して準備を行った。3号同様に人形を乗せ、宇宙空間では搭載機器による実験を行う。翌2003年1月5日に帰還カプセルの回収に成功した。同時に打ち上げられた電子偵察衛星では、補助ロケット噴射で方向を逆転させ、一時的に軌道を離脱させる遠隔操作、衛星からの偽装物体放出など、軍事色の強い実験も行った。

### 神舟5号

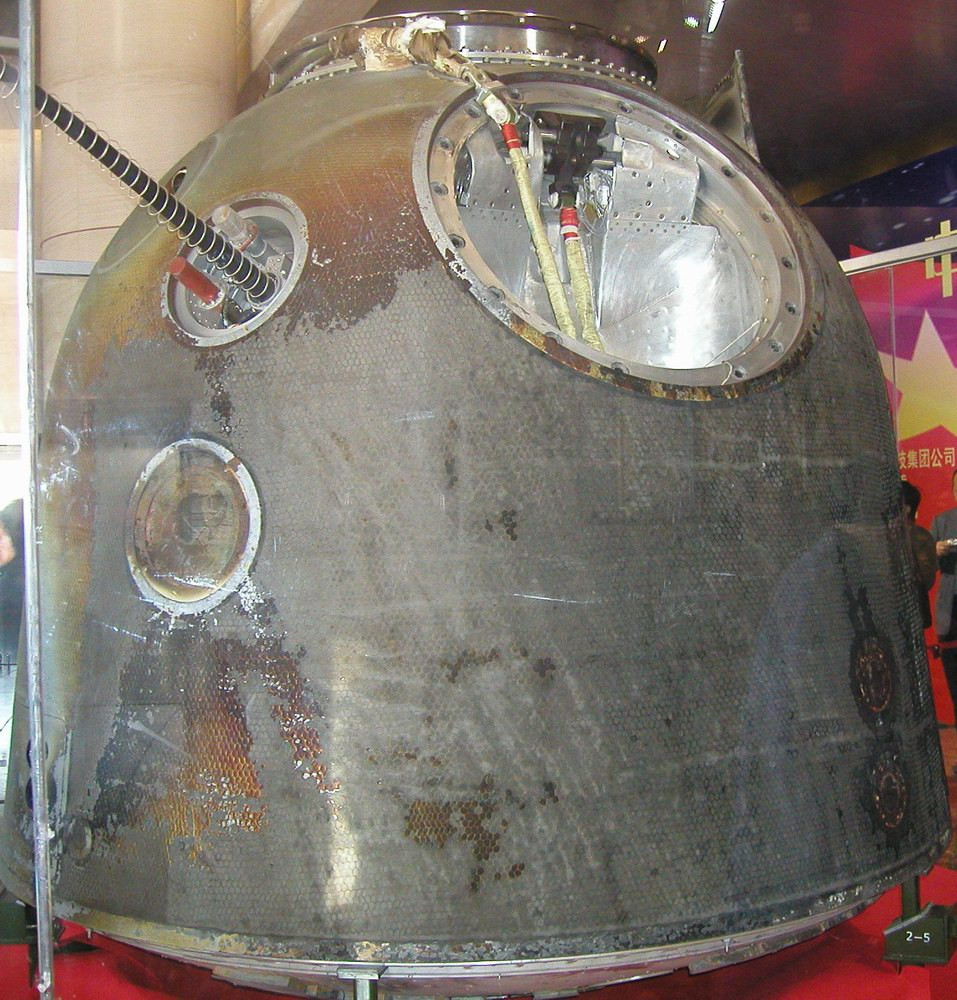
神舟5号の帰還モジュール

神舟5号は、2003年10月15日午前9時（現地時刻：UTC+8）、空軍の楊利偉中佐（当時38歳）1人を乗せて打ち上げられた。高度343kmの円軌道を約21時間（14周回）飛行した後、10月16日午前6時23分（同）に同国内モンゴル自治区の草原地帯に着地した。楊中佐は無事に帰還した。

### 神舟6号
神舟6号は、2005年10月12日に打ち上げられた。2度目の有人宇宙飛行に成功した。乗組員は、費俊龍と聶海勝の2名で10月17日に無事帰還。打ち上げの模様がはじめて中継放送され、自信の程を世界にあらわした。

### 神舟7号
神舟7号は、2008年9月25日に打ち上げ。乗組員は翟志剛、劉伯明、景海鵬の3人。9月27日に翟志剛が15分間の船外活動を行った後、翌9月28日に内モンゴル自治区中部四子王旗の着陸場に無事帰還した。

### 神舟8号
神舟8号は、2011年11月1日に無人で打ち上げられ、無人の宇宙ステーション実証機天宮1号とのドッキング試験を2回行った後、11月17日に帰還した。

### 神舟9号
神舟9号は、2012年6月16日に打ち上げられた。乗組員は景海鵬、劉旺、劉洋（女性）の3人。6月18日、天宮1号との自動ドッキング、6月24日午後、手動ドッキングに成功、6月29日午前中国内モンゴル自治区に着陸、無事帰還した。

### 神舟10号
神舟10号は、2013年6月11日に打上げられた。乗組員は聶海勝、張暁光、王亜平（女性）の3人。天宮1号とは6月13日に自動で、また6月23日に手動でドッキングをおこなった。6月26日午前、中国内モンゴル自治区内に無事帰還した。

### 神舟11号
神舟11号は、2016年10月17日に打上げられた。乗組員は景海鵬と陳冬の2人。10月19日、天宮2号との自動ドッキングに成功した。11月18日午後、中国内モンゴル自治区内に無事帰還した。

### 神舟12号
神舟12号は、2021年6月17日に打ち上げられた。宇宙ステーション「天和」に3か月近く滞在して2度の船外活動をおこない、9月17日に内モンゴル自治区内に帰還した。

### 神舟13号
神舟13号は、2021年10月16日に打ち上げられた。飛行士は「天和」に6か月滞在し、2022年4月16日に酒泉衛星発射センターの近くの東風着陸地点に帰還、飛行士3名の宇宙滞在日数は中国の有人宇宙飛行では最長となる183日を記録した。

### 神舟14号
神舟14号は、2022年6月5日に打ち上げられた。

### 神舟15号
神舟15号は2022年11月29日に打ち上げられた。

### 神舟16号
神舟16号は2023年5月30日に打ち上げられた。

### 神舟17号
神舟17号は2023年10月26日に打ち上げられた。

### 神舟18号
神舟18号は2024年4月25日に打ち上げられた。

### 神舟19号
神舟19号は2024年10月30日に打ち上げられた。

### 神舟20号
神舟20号は2025年4月24日に打ち上げられた
。